# Irene av Montferrat
Irene av Montferrat , ursprungligen Yolande av Montferrat, född 1274, död 1317, var en bysantinsk kejsarinna, gift med Andronikos II. Hon var regent i Thessalonike under 1303-1317. 
Hon hette ursprungligen Yolande men antog vid äktenskapet det grekiska namnet Irene. Irene medförde släkten Montferrats arvsrätt till det avskaffade latinska Kungadömet Thessalonica till Bysans. Eftersom hennes bror var barnlös var hon också arvtagare till markisatet Montferrato, som hon överförde på sin son, som 1305 efterträdde hennes bror som markis av Montferrato. Irene beskrivs som ambitiös och arrogant. Hon påverkade Andronikos att gynna hennes söner och förespråkade även Andronikos III som tronarvinge framför Mikael IX. 
År 1303 lämnade hon Konstantinopel och upprättade sitt eget hov i Thessalonica, där hon skötte sina egna statsfinanser och utrikespolitik och regerade fram till sin död 1317.   